# Mai di domenica
Mai di domenica (Ποτέ την Κυριακή - Potè tin kyriakì) è un film del 1960 diretto e interpretato da Jules Dassin.
Presentato in concorso al 13º Festival di Cannes, valse alla sua protagonista Melina Merkouri il premio per la migliore interpretazione femminile.

## Trama
Omero giunge al porto del Pireo dal Connecticut per studiare l'arte e la filosofia dell'Antica Grecia. Qui conosce Ilya, una prostituta libera e indipendente. Con i suoi clienti ha un rapporto anche di amicizia, la domenica infatti esce spesso con loro ma mai per lavoro. Omero cerca di farle cambiare vita e le propone un patto: per due settimane non lavorerà ma studierà con lui la grandezza della Grecia classica. Queste due settimane però sono state finanziate da un protettore che era costretto a tenere le sue ragazze lontane da Ilya.

## Riconoscimenti
Il film ottenne l'Oscar alla migliore canzone Τα Παιδιά του Πειραιά/Ta Paidià Tou Peiraià, in italiano Uno a te, uno a me, il cui autore fu Manos Hadjidakis. Ottenne anche le candidature per Mercouri, come migliore attrice protagonista, per i migliori costumi in bianco e nero, per la regia e per la sceneggiatura.
- 1960 - Festival di Cannes
  - Premio per la migliore interpretazione femminile (Melina Merkouri)

## Critica
«Variazione sul Pigmalione di G.B. Shaw, ... dialoghi briosi e un'interprete istrionica. Grande successo dell'epoca... un po' invecchiato.» **½

## Censura
Mai di domenica, che uscì nei cinema italiani nel 1959, fu revisionato dalla Commissione per la revisione cinematografica del Ministero per i beni e le attività culturali con le seguenti disposizioni:
1. che fossero modificate le battute dette dai marinai dell'incrociatore alla prostituta nel mercanteggiare il prezzo della prestazione;
2. che fosse eliminata la scena nella quale il marinaio e la prostituta sono nudi nella stanza, inquadrati nella parte superiore del corpo, mentre conversano seduti sul letto;
3. che fosse ridotta la scena della doccia del protagonista che conversa con la prostituta e particolarmente quando questi toglie alla donna l'asciugamano che le copre i seni e successivamente l'amplesso.[3]